# Neolepidoptera
Neolepidoptera je klada unutar Myoglossata u podredu Glossata reda Lepidoptera, leptira i moljaca. Oni se razlikuju od ostalih grupa u okviru Myoglossata po larvalnoj fazi abdominalnih pronogu, morfologiji lutki, i donjim vilicama i redukovanoj veličini. Oni se isto tako razlikuju u pogledu njihovih reproduktivnih sistema. Pronoge imaju mišiće i apikalne kuke. Reproduktivni organi imaju dva otvora. Takođe postoje razlike u strukturi krila. Lutke su „nekompletne ili pokrivene tvrdim omotačem”.